# Guido Neri
Guido Neri (Cesena, 27 gennaio 1939) è un ex ciclista su strada italiano.
Professionista dal 1962 al 1970 prese parte otto volte al Giro d'Italia terminandolo in tutte le occasioni. Vinse la Classifica sprint al Tour de France 1966, il suo unico successo da professionista fu il Trofeo Laigueglia nel 1964.

## Carriera
Passato professionista nel 1962, raggiunse alcuni piazzamenti nelle classiche del panorama ciclistico italiano come la Coppa Placci in cui fu settimo nel 1962 e nella Sassari-Cagliari nel 1963. Nel 1964 ottenne il suo unico successo in carriera, il Trofeo Laigueglia, fu comunque una stagione complessivamente ricca di risultati: settimo al Giro di Campania, nono al Giro di Toscana, decimo alla Genova-Nizza e quarto nella diciannovesima tappa del Giro d'Italia.
Fra il 1965 ed il 1966 i risultati personali vennero a diminuire, vinse comunque la classifica sprint al Tour de France 1966, fu ottavo al Giro della Provincia di Reggio Calabria nel 1965 e nono nel Campionato di Zurigo e decimo al Trofeo Matteotti nel 1966.
Nel 1967 passò dalla Molteni alla Max Meyer con cui rimase fino al 1969; fra i risultati in questo triennio: ottavo al Giro di Romagna, quarto nella quattordicesima tappa del Giro nel 1967, terzo nella Cronostaffetta, decimo nel Gran Premio Industria e Commercio di Prato e tre piazzamenti nei dieci in tappe del Giro nel 1968, sesto al Giro del Piemonte e secondo nella quattordicesima tappa del Giro d'Italia, dietro Franco Bitossi, nel 1969.
La sua ultima stagione da professionista fu nel 1970 con la Scic. Partecipò ancora al Giro senza particolari acuti, il suo ultimo piazzamento importante fu il settimo posto nella Sassari-Cagliari.

## Palmarès
- 1960 (dilettanti)

Giro del Casentino
- 1961 (dilettanti)

Coppa Collecchio
Coppa Mobilio Ponsacco
- 1964 (Molteni, una vittoria)

Trofeo Laigueglia

### Altri successi
- 1966 (Molteni)

Classifica sprint Tour de France

## Piazzamenti

### Grandi Giri
- Giro d'Italia

1962: 24º
1963: 47º
1964: 27º
1965: 64º
1967: 40º
1968: 51º
1969: 45º
1970: 87º
- Tour de France

1966: 77º
1967: ritirato (11ª tappa)
- Vuelta a España

1969: 37º

### Classiche monumento
- Milano-Sanremo

1964: 57º
1965: 30º
1967: 52º
1968: 92º
1969: 104º
- Parigi-Roubaix

1965: 49º